# Heimatpreis Bayern
Der Heimatpreis Bayern ist eine seit 2015 jährlich vom Bayerischen Staatsministerium der Finanzen und für Heimat vergebene Auszeichnung für besondere Verdienste um bayrische Kultur, Heimat und Brauchtum im Freistaat Bayern.

## Auswahl
Der Heimatpreis wird an Gruppierungen, Vereine und Einzelpersonen verliehen, die sich um Erhalt, Pflege und Förderung bayrischer Traditionen und Bräuche, um die bayrische Volksmusik, im Engagement für regionale Kultur und Tradition oder durch kulturelles oder soziales Engagement verdient gemacht haben.
Der Preis wird jährlich an zwei Preisträger aus jedem bayrischen Regierungsbezirk verliehen.
Vorschläge können grundsätzlich von jedem eingebracht werden, in der Regel werden jedoch Vorschläge von Landräten und Bürgermeistern über die Bezirksregierung beim Staatsministerium der Finanzen und für Heimat eingereicht. Die Vorschläge können ohne Frist formlos eingereicht werden.
Alle eingegangenen Vorschläge werden jährlich von einer Jury ausgewertet und für jeden Regierungsbezirk werden zwei Preisträger ausgewählt.
Aufgrund der COVID-19-Pandemie wurde der Preis 2020 und 2021 nicht vergeben.

## Preisträger

### 2015
| Verein                                         | Engagement                                                  |
| ---------------------------------------------- | ----------------------------------------------------------- |
| Filser Buam e.V.                               | Erhaltung, Pflege und Förderung bayrischen Brauchtums       |
| Bund der Gebirgsschützen e.V.                  | Bayrische Tracht und Volksmusik, Pflege bayrischer Bauwerke |
| Bairisch-Alpenländischer Volksmusikverein e.V. | Bayrische Volksmusik                                        |

### 2016
| Verein                                             | Engagement                         |
| -------------------------------------------------- | ---------------------------------- |
| Wallenstein-Festspielverein e.V.                   | Bewahrung von Kultur und Brauchtum |
| Fränkisches Freilandmuseum Bad Windsheim           | Denkmalschutz                      |
| Kunstvilla im KunstKulturQuartier                  | Regionale Kunst in Nürnberg        |
| Siebenbürger Blaskapelle                           | Bayrische Volksmusik               |
| Bamberger Kurzfilmtage e.V.                        | Filmfestival                       |
| Hofer Symphoniker mit orchestereigener Musikschule | Musikprogramm                      |
| Luisenburg-Festspiele Wunsiedel                    | Festspiele                         |
| Altneihauser Feierwehrkapell’n                     | Bayrische Volksmusik               |
| Drachenstich-Festspiele e.V.                       | Festspiele                         |
| Kötztinger Pfingstritt                             | Pflege von christlichem Brauchtum  |
| Landestheater Oberpfalz                            | Theaterprogramm                    |
| Landschaftspflegeverband Neumarkt in der Oberpfalz | Naturschutz                        |
| Regensburger Bauerntheater                         | Theaterprogramm                    |
| Franz Häußler und Martin Kluger                    | Augsburger Heimatgeschichte        |
| Die Älpler von Bad Hindelang                       | Brauchtum                          |
| Donauwörth Fischerstecher e.V.                     | Traditionen                        |
| Frundsberg-Festring Mindelheim e.V.                | Frundsbergfest                     |
| Leonhardiritt Inchenhofen                          | Brauchtum                          |
| Narrenzunft Lindau/Bodensee e.V.                   | Brauchtum                          |

### 2017
| Verein/Person                                     | Engagement                                   |
| ------------------------------------------------- | -------------------------------------------- |
| Pichelsteiner e.V.                                | Organisation des Pichelsteinerfests          |
| Grafenauer Salzsäumerfest                         | Erhalten von Tradition                       |
| Kultur und Festspielverein Aidenbach e.V.         | Festspiele                                   |
| Lebensraum Rottal e.V.                            | Soziales Engagement                          |
| Solidargemeinschaft Schranne e.V.                 | Schrannenmarkt Straubing                     |
| Theater Nikola Landshut e.V.                      | Theaterprogramm                              |
| Agnes-Bernauer-Festspielverein e.V.               | Festspiele                                   |
| „Die Förderer“ e.V. – Landshuter Hochzeit 1475    | Festspiele                                   |
| Förderverein Nibelungen-Festspiele Plattling e.V. | Festspiele                                   |
| Holzkirchener Kerzenwallfahrt                     | Erhalten von Brauchtum                       |
| Isargilde e.V.                                    | Ausstellungen im Landkreis Dingolfing-Landau |
| Spiegelauer Pandurenfest                          | Festspiele                                   |
| Bayernbund e.V.                                   | Erhalten von Bayrischem Dialekt und Kultur   |
| Die Keferloher Freunde e.V.                       | Keferloher Montag                            |
| Froschhamer Zunft e. V.                           | Soziales Engagement                          |
| Gebirgs- und Volkstrachtenverein „Ilmtaler“       | Brauchtum                                    |
| Herzogstadt Burghausen e.V.                       | Festspiele                                   |
| Tölzer Leonhardifahrt                             | Pflege von Brauchtum                         |
| Volksmusikarchiv des Bezirks Oberbayern           | Volksmusik                                   |
| Kulturverein Mittendrin e.V.                      | Volksmusik und Kultur                        |
| Fränkische Passionsspiele Sömmersdorf e.V.        | Festspiele                                   |
| KirchnerHAUS Aschaffenburg e.V.                   | Museumsbetrieb                               |
| Main-Franken-Kreis                                | Heimatpflege                                 |
| Passionsspiele Dammbach                           | Festspiele                                   |
| Rhöner Masken Fastnacht                           | Brauchtum                                    |
| Symphonisches Blasorchester Volkach               | Volksmusik                                   |
| Weihnachtspostamt Himmelstadt                     | Christliche Tradition                        |

### 2018
| Verein/Person                                     | Engagement                            |
| ------------------------------------------------- | ------------------------------------- |
| Burgspiele Parsberg                               | Kulturelle Veranstaltungen            |
| D‘Altbairischen Weiden e.V.                       | Bayrische Kultur                      |
| Freudenberger Bauernbühne                         | Bayrische Kultur                      |
| Spitzenklöppeln im Oberpfälzer Wald               | Bayrische Kultur und Tradition        |
| Toni Lauerer                                      | Oberpfälzer Kabarett                  |
| Wild- und Freizeitpark Höllohe                    | Naturschutz                           |
| Die Streichhölzer                                 | Bayrische Volksmusik                  |
| Freundeskreis St. Willibald e.V.                  | Willibaldsritt Jesenwang              |
| Kulturhistorischer Verein Donaumoos e.V.          | Haus im Moos                          |
| Luz Amoi                                          | Moderne Volksmusik                    |
| Waldbühne Halsbach                                | Theaterbetrieb                        |
| Zandter Blasmusik                                 | Volksmusik                            |
| Colomansfest und Colomansritt Schwangau           | Heimatpflege                          |
| Dillinger Nachtumzug                              | Brauchtum                             |
| Erkheimer Klausen e.V.                            | Brauchtum                             |
| Freilichtspiele Altusried                         | Theaterprogramm                       |
| Kinderbrotspeisung Burgau                         | Brauchtum                             |
| Sprachatlas für Bayrisch-Schwaben                 | Erhalten von Bayrischem Dialekt       |
| Tänzelfest Kaufbeuren                             | Kulturelles Programm                  |
| Wallensteinfestspiele Memmingen                   | Festspiele                            |
| Dancefloor Destruction Crew                       | Bayrische Tradition                   |
| Fanfaren- und Spielmannszug Hofheim               | Bayrische Volksmusik                  |
| Krippenmuseum Glattbach                           | Bayrische Tradition                   |
| Musikkapelle "Kaufmannsware"                      | Bayrische Volksmusik                  |
| Ostheimer Historienspiel                          | Kulturelles Programm                  |
| Sebastian Reich                                   | Bayrische Tradition                   |
| Sennfelder und Gochsheimer Friedensfeste          | Bayrische Tradition                   |
| St. Wolfgangsritt Ochsenfurt                      | Bayrisches Brauchtum                  |
| Bauernhofmuseum Jexhof                            | Kulturelle Veranstaltungen und Museum |
| Burschenverein Putzbrunn                          | Bayrische Tradition                   |
| Fingerhakler Gau Auerberg                         | Bayrische Tradition                   |
| Holzhacker- und Flößerverein 1865 Lenggries e. V. | Bayrisches Brauchtum                  |
| St. Georgs-Verein Traunstein e. V.                | Bayrisches Brauchtum                  |
| Verein der Werdenfelser Bergschafzüchter          | Bayrische Tradition                   |
| Weilheimer Goaßlschnalzer                         | Bayrische Volksmusik                  |
| Annafest Forchheim                                | Bayrische Kultur                      |
| Hofer Schlappentag                                | Bayrische Tradition                   |
| Kronacher Freischießen                            | Bayrisches Brauchtum                  |
| Lichterprozession Pottenstein                     | Bayrisches Brauchtum                  |

### 2019
| Verein                                      | Engagement                 |
| ------------------------------------------- | -------------------------- |
| Förderverein der Furthmühle Egenhofen e.V.  | Kulturelle Veranstaltungen |
| Bergwaldtheater Weißenburg                  | Festspiele                 |
| Bürgermeisterchor im Landkreis Ansbach e.V. | Bayrische Volksmusik       |
| Bamberger Sandkerwa                         | Bayrische Kultur           |
| Kulmbacher Bierwoche                        | Bayrische Kultur           |
| Frankenfestspiele Röttingen                 | Festspiele                 |
| Jugendmusikkorps der Stadt Bad Kissingen    | Bayrische Tradition        |
| Historisches Tillyfest Breitenbrunn         | Kulturelles Programm       |
| Oberpfälzer Zoiglkultur                     | Bayrische Tradition        |
| Ritterschauspiele Kiefersfelden e. V.       | Festspiele                 |
| Blaskapelle „Ochsentreiber“                 | Bayrische Volksmusik       |
| Zeitschrift „Schöner Bayerischer Wald“      |                            |
| Augsburger Hohes Friedensfest               | Bayrische Tradition        |
| Geopark Ries Führerinnen und Führer         | Bayrische Heimat           |

### 2022
| Verein | Engagement                          |
| --- | ----------------------------------- |
| Fastnachtsgesellschaft Medine Schopfloch e. V. | Bayrische Tradition                 |
| Geschichts- und Heimatverein Neustadt an der Aisch e. V. | Bayrische Kultur                    |
| Brandenburger Kulturstadl e. V. | Kulturprogramm                      |
| Frankenwaldflößerei mit dem Floßverein Unterrodach 1864 e. V. Flößergemeinschaft Wallenfels e. V. Flößerverein Neuses e. V. Flößervereinigung Friesen e. V. | Flößerei zu UNESCO-Weltkulturerbe   |
| AKI Förderkreis Industrie-, Handwerks- und Gewerbekultur Schweinfurt e. V.                                                                                  | Gewerbegeschichte, Museen           |
| Träger- und Förderverein Synagoge Memmelsdorf e. V. | Gebäudeerhalt und Erinnerungskultur |
| Heimatverein Eschenbach in der Oberpfalz e. V. | Bayrische Tradition                 |
| Lichtenegger Bund e. V. | Theaterbetrieb in Burgruine         |
| Kulturblos’n Mariakirchen e. V. | Theaterbetrieb                      |
| Wolperdinger Singers e. V. | Chorgemeinschaft                    |
| Geschichtswerkstatt im Landkreis Dachau | Heimatgeschichte                    |
| Bauer’sche Barockstiftung | Barock- und Rokoko-Denkmäler        |
| Dorfladennetzwerk Donau-Ries | Genossenschaftliche Dorfläden       |
| Förderkreis Synagoge Binswangen e. V. | Kulturprogramm                      |

### 2023
| Verein                                                     | Engagement                 |
| ---------------------------------------------------------- | -------------------------- |
| Forum für jüdische Geschichte und Kultur e.V.              | Erinnerungskultur Nürnberg |
| Hutangerprojekt des Naturschutzzentrums Wengleinpark e. V. | Naturschutz                |
| Capella Antiqua Bambergensis                               | Mittelalterliche Musik     |
| Fränkischer Theatersommer e.V.                             | Theaterprogramm            |
| Dorfgemeinschaft Wermerichshausen                          | Denkmalschutz              |
| Internationales Kinderfest Würzburg                        | Kulturprogramm             |
| Diözesanfußwallfahrt Regensburg e. V.                      | Religiöse Tradition        |
| Plößberger Krippenschau                                    | Bayrische Tradition        |
| Straubinger Kalender                                       | Ältester Heimatkalender    |
| Volksmusikverein im Landkreis Landshut e. V.               | Kulturprogramm             |
| Landsberger Ruethenfest                                    | Bayrische Tradition        |
| Chiemgauer Mund-ART Weg                                    | Chiemgauer Dialekt         |
| Förderverein Gempfinger Pfarrhof e. V.                     | Denkmalschutz              |
| Historischer Verein Memmingen e. V.                        | Heimatgeschichte           |

### 2024
| Verein                                                                                 | Engagement            |
| -------------------------------------------------------------------------------------- | --------------------- |
| Deutenhauser Viergsang                                                                 | Volksmusik            |
| Aufgspuit und gsunga e.V.                                                              | Volksmusik            |
| Apostelfischer Passau e.V.                                                             | Fischerei             |
| Bluval e.V.                                                                            | Kulturprogramm        |
| Heimattag für den Landkreis Lindau e.V.                                                | Heimatpflege          |
| Kulturwerkstatt Kaufbeuren                                                             | Jugendtheater         |
| Volkstumsverein Waldmünchen e.V.                                                       | Volkstanz, Volksmusik |
| OVIGO Theater e.V.                                                                     | Theaterprogramm       |
| Gärtner- und Häckermuseum Bamberg e.V.                                                 | Museumsbetrieb        |
| Verein zur Erhaltung von Jean Pauls Einkehr- und Dichterstube in der Rollwenzelei e.V. | Museumsbetrieb        |
| Museum im Koffer Nürnberg e.V.                                                         | Museumsbetrieb        |
| Museum LIMESEUM                                                                        | Museumsbetrieb        |
| Sebastianigelöbnis Oberschwarzach                                                      | Heimatpflege          |
| Verein für Heimatgeschichte im Grabfeld                                                | Heimatgeschichte      |